# Mjälasjön
Mjälasjön är en sjö i Hylte kommun i Halland och ingår i Nissans huvudavrinningsområde. Sjön är 12,1 meter djup, har en yta på 0,389 kvadratkilometer och befinner sig 122,2 meter över havet. Vid provfiske har bland annat abborre, braxen, gädda och mört fångats i sjön.

## Delavrinningsområde
Mjälasjön ingår i det delavrinningsområde (630895-134113) som SMHI kallar för Mynnar i Klubbån. Medelhöjden är 147 meter över havet och ytan är 20,12 kvadratkilometer. Det finns inga avrinningsområden uppströms utan avrinningsområdet är högsta punkten. Vattendraget som avvattnar avrinningsområdet har biflödesordning 3, vilket innebär att vattnet flödar genom totalt 3 vattendrag innan det når havet efter 56 kilometer. Avrinningsområdet består mestadels av skog (72 %) och sankmarker (12 %). Avrinningsområdet har 1,44 kvadratkilometer vattenytor vilket ger det en sjöprocent på 7,2 %.

## Fisk
Vid provfiske har följande fisk fångats i sjön:
- Abborre
- Braxen
- Gädda
- Mört
- Sutare